# Agave inaguensis
Agave inaguensis är en sparrisväxtart som beskrevs av William Trelease. Agave inaguensis ingår i släktet Agave och familjen sparrisväxter. Inga underarter finns listade i Catalogue of Life.